# Маршьенн (кантон)

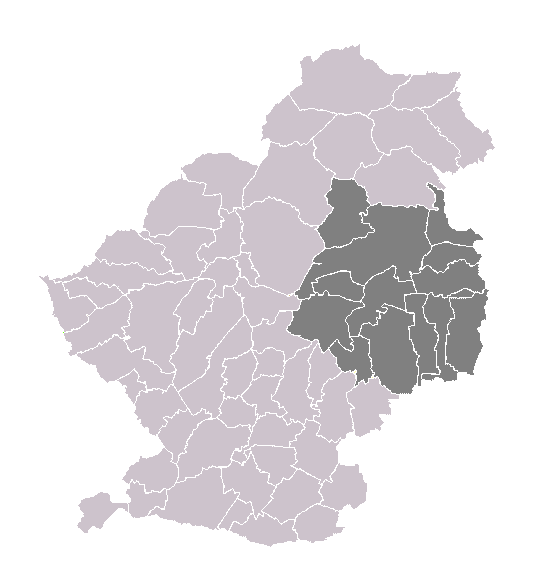
Кантон Маршьенн в составе округа

Маршье́нн (фр. Marchiennes) — упраздненный кантон во Франции, регион Нор — Па-де-Кале, департамент Нор. Входит в состав округа Дуэ.
В состав кантона входили коммуны (население по данным Национального института статистики за 2011 г.):
- Бувиньи (1 529 чел.)
- Брюй-ле-Маршьенн (1 333 чел.)
- Вандиньи-Амаж (1 254 чел.)
- Варлен (554 чел.)
- Вре (1 341 чел.)
- Маршьенн (4 729 чел.)
- Орнен (3 521 чел.)
- Пеканкур (6 072 чел.)
- Рьеле (1 348 чел.)
- Сомен (12 462 чел.)
- Тийуа-ле-Маршьенн (561 чел.)
- Фенен (5 327 чел.)
- Эрр (1 462 чел.)

## Экономика
Структура занятости населения:
- сельское хозяйство — 1,2 %
- промышленность — 13,1 %
- строительство — 9,8 %
- торговля, транспорт и сфера услуг — 35,2 %
- государственные и муниципальные службы — 40,7 %

Уровень безработицы (2010) - 15,8 % (Франция в целом - 12,1 %, департамент Нор - 15,5 %). 

Среднегодовой доход на 1 человека, евро (2010) - 18 739 (Франция в целом - 23 780, департамент Нор - 21 164).

## Политика
Жители кантона устойчиво симпатизируют «левым». На президентских выборах 2012 г. они отдали в 1-м туре Франсуа Олланду 30,4 % голосов против 25,0 % у Марин Ле Пен и 16,9 % у Николя Саркози, во 2-м туре в кантоне победил Олланд, получивший 62,5 % голосов (2007 г. 1 тур: Сеголен Руаяль - 24,1 %, Саркози - 21,9 %; 2 тур: Руаяль - 56,9 %). На выборах в Национальное собрание в 2012 г. по 16-му избирательному округу жители кантона поддержали действующего депутата, кандидата Левого фронта Жана-Жака Канделье, набравшего 38,6 % голсоов в 1-м туре и победившего без борьбы во 2-м туре. (2007 г. Жана-Жака Канделье (ФКП): 1 тур - 44,3 %, 2-й тур - 69,7 %). На региональных выборах 2010 года больше всего голосов — 30,7 % — в 1-м туре собрал список коммунистов, социалисты заняли второе место с 20,5 %, Национальный фронт — третье с 18,1 %, а «правые» во главе с СНД — только четвёртое (11,0 %); во 2-м туре единый «левый список» с участием социалистов, коммунистов и «зелёных» во главе с Президентом регионального совета Нор-Па-де-Кале Даниэлем Першероном получил 59,8 % голосов, Национальный фронт Марин Ле Пен занял второе место с 22,8 %, а «правый» список во главе с сенатором Валери Летар с 17,4 % финишировал третьим.
|  | Кандидат          | Партия                  | % голосов |
|  | ----------------- | ----------------------- | --------- |
|  | Жан-Клод Кенессон | Коммунистическая партия | 52,03     |
|  | Мари-Клод Монне   | Социалистическая партия | 16,48     |
|  | Жан-Жак Брак      | Левые партии            | 13,13     |
|  | Филипп Бернар     | Зеленые                 | 9,28      |
|  | Роже Назарри      | Национальный фронт      | 9,09      |